# Municipio de Crane (condado de Wyandot)
El municipio de Crane (en inglés: Crane Township) es un municipio ubicado en el condado de Wyandot en el estado estadounidense de Ohio. En el año 2010 tenía una población de 7514 habitantes y una densidad poblacional de 73,31 personas por km².

## Geografía
El municipio de Crane se encuentra ubicado en las coordenadas 40°50′57″N 83°15′27″O / 40.84917, -83.25750. Según la Oficina del Censo de los Estados Unidos, el municipio tiene una superficie total de 102.5 km², de la cual 101,64 km² corresponden a tierra firme y (0,84 %) 0,87 km² es agua.

## Demografía
Según el censo de 2010, había 7514 personas residiendo en el municipio de Crane. La densidad de población era de 73,31 hab./km². De los 7514 habitantes, el municipio de Crane estaba compuesto por el 95,25 % blancos, el 0,29 % eran afroamericanos, el 0,16 % eran amerindios, el 0,72 % eran asiáticos, el 2,29 % eran de otras razas y el 1,29 % eran de una mezcla de razas. Del total de la población el 3,79 % eran hispanos o latinos de cualquier raza.